# 연산초등학교 (충남)
연산초등학교는 대한민국 충청남도 논산시 연산면 연산리에 있는 공립 초등학교이다.

## 학교 연혁
| 1912년 | 5월 10일  | 연산공립보통학교(4년제) 개교설립인가 3월 28일 |
| 1923년 | 4월 1일   | 6년제 인가                                    |
| 1938년 | 4월 1일   | 연산황성공립심상소학교 개칭                   |
| 1941년 | 4월 1일   | 연산황성공립국민학교 개칭                     |
| 1946년 | 9월 30일  | 연산국민학교로 교명 변경                      |
| 1946년 | 9월 30일  | 백석국민학교 분리                             |
| 1957년 | 12월 10일 | 청동국민학교 분리                             |
| 1973년 | 3월 1일   | 개화국민학교 분리                             |
| 1981년 | 3월 1일   | 병설유치원 개원                               |
| 1989년 | 3월 1일   | 개화국민학교 분교장으로 격하                  |
| 1995년 | 3월 1일   | 개화분교장 폐교                               |
| 1996년 | 3월 1일   | 연산초등학교로 교명 변경                      |
| 2012년 | 5월 12일  | 연산초등학교 개교 100주년 행사                |
| 2016년 | 2월 12일  | 제101회 21명 졸업(총 9,516명)                 |
| 2016년 | 3월 1일   | 초등학교 7(1)학급 병설유치원 1학급 편성       |

## 참고 자료
- 연산초등학교 - 한국교육학술정보원 학교알리미